# Kaçinar
Kaçinar là một xã trong quận Mirditë thuộc hạt Lezhë, Albania. Dân số năm 2005 là 2919 người.